# Hiroya Ishimaru
Hiroya Ishimaru (jap. 石丸 博也 Ishimaru Hiroya; ur. 12 lutego 1941 w Sendai) – japoński seiyū, najbardziej znany z roli Kōjiego Kabuto z popularnego serialu anime Mazinger Z. Jest oficjalnym japońskim dublerem głosowym Jackiego Chana.
Prawdziwe nazwisko aktora to Shinji Ishide (jap. 石出 伸二 Ishide Shinji).

## Wybrana filmografia
- Mazinger Z: Kōji Kabuto
- Chōjū Kishin Dancouga: Kōtarō Hazuki
- Jūken Sentai Gekiranger: Sharkie Chan
- Godannar: Tatsuya Aoi
- SF Saiyūki Starzinger: Jan Kuugo
- Mirai Shōnen Konan: Orlo